# جورج بور
جورج بور (5 نوفمبر 1819 - 5 ديسمبر 1857) (بالإنجليزية: George Burr)‏ هو لاعب كريكت بريطاني.